# Саранина (Юрлинский район)
Саранина — упразднённая в 2023 году деревня в Юрлинском районе Пермского края.

## География
Находится в двух километрах к югу от районного центра — с. Юрла. 
Рядом с деревней протекает река Кетчер. 

## Климат
Климат умеренно континентальный. Основные черты температурного режима: холодная продолжительная зима; прохладное лето; частые колебания погоды в весенне-летний периоды; резкие годовые и суточные колебания температуры воздуха. Наиболее холодный месяц — январь со среднесуточной температурой −15,7 °C, наиболее тёплый — июль со среднемесячной температурой +17,6 °C. Продолжительность безморозного периода 110 дней.

## История
Известна с 1769 года. 
Входила до 2020 года в состав Юрлинского сельского поселения.
Упразднена в декабре 2023 года как фактически слившаяся с селом Юрла.

## Инфраструктура
Деревня делится на части: Сакулино, Мыс, Горюшка, Саранина. 

## Население
| 2010 |
| ---- |
| 60   |

Население русское.